# Terrance Williams
Terrance Williams (Dallas, 18 settembre 1989) è un giocatore di football americano statunitense che milita nel ruolo di wide receiver per i Galgos de Tijuana della Liga de Fútbol Americano Profesional (LFA). Fu scelto nel corso del terzo giro (74º assoluto) del Draft NFL 2013 dai Dallas Cowboys. Al college ha giocato a football alla Baylor University.

## Carriera

### Dallas Cowboys

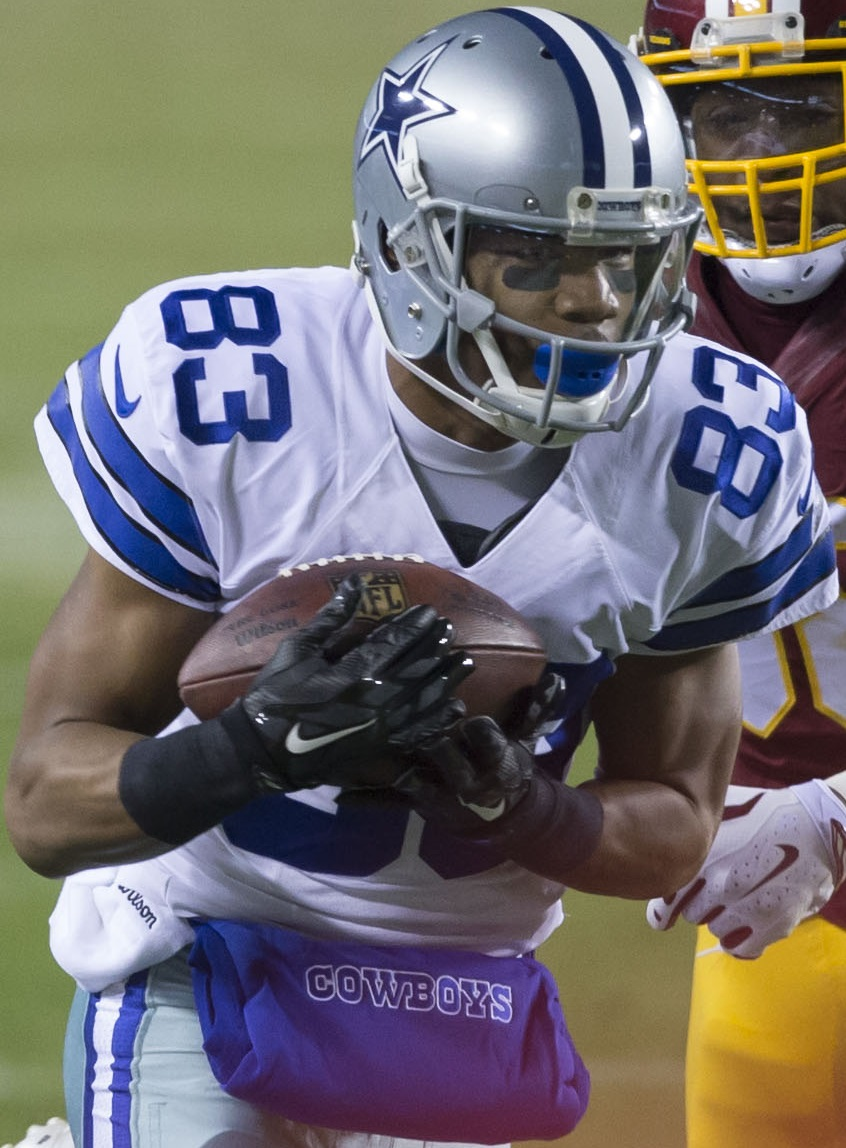
Williams nel 2015

Williams fu scelto nel corso del terzo giro del Draft 2013 dai Dallas Cowboys. Debuttò come professionista nella vittoria della settimana 1 contro i New York Giants, ricevendo 2 passaggi per 32 yard. Nella settimana 4 contro i San Diego Chargers ricevette 7 passaggi per 71 yard. La settimana successiva contro i Denver Broncos ricevette 151 yard e segnò il primo touchdown della carriera. Williams continuò a segnare anche nelle tre gare successive: nella settimana 6 nella vittoria sui Washington Redskins, nella settimana 7 nella vittoria in trasferta sui Philadelphia Eagles e nella settimana 8 nella sconfitta contro i Detroit Lions. Le sue quattro gare consecutive con un touchdown su ricezione furono un record per un rookie dei Cowboys. La sua stagione da debuttante si concluse con 736 yard ricevute e cinque touchdown disputando tutte le 16 partite, 8 delle quali come titolare.
Williams aprì la sua seconda stagione segnando un touchdown nella settimana 1 contro i San Francisco 49ers e tornò ad andare a segno due settimane dopo nella vittoria contro i St. Louis Rams. La domenica seguente guidò i suoi con 77 yard ricevute e 2 touchdown nella terza vittoria stagionale di Dallas. Nel penultimo turno segnò altri due TD nella vittoria per 42-7 sui Indianapolis Colts che diede ai Cowboys la prima vittoria del titolo di division dal 2009. La sua stagione regolare si chiuse al secondo posto dei Cowboys con 8 TD su ricezione. Il 4 gennaio 2015, Williams fu decisivo segnando due touchdown nel primo turno di playoff contro i Lions, incluso quello del sorpasso a 2 minuti e 32 secondi dal termine dopo che Dallas era stata in svantaggio per la quasi totalità della partita. La corsa del club si interruppe la settimana successiva al Lambeau Field di Green Bay perdendo coi Packers per 26-21 malgrado un altro TD del ricevitore.
Nell'ultimo turno della stagione 2015, Williams ricevette un nuovo primato personale di 173 yard dal quarterback di riserva Kellen Moore, concludendo l'annata con 840 yard ricevute, miglior risultato della sua squadra e un nuovo massimo in carriera, e 3 touchdown.